# Fresno (peperoncino)
Fresno è una cultivar di peperoncino della specie Capsicum annuum originaria della California.